# 루이자 제이컵슨
루이자 제이컵슨(Louisa Jacobson, 1991년 6월 12일 ~ )는 미국의 배우이다. 건축가 돈 거머와 배우 메릴 스트립 슬하에 넷째 자식이자 세 번째 딸이다.